# Malicorne (Yonne)
Malicorne korábbi község (település) Franciaországban, Saône-et-Loire megyében. 2016. január 1-jén további 13 korábbi községgel egyesült és azokkal együtt Charny Orée de Puisaye új község része lett.
Lakosainak száma 151 fő (2018. január 1.). Malicorne Saint-Martin-sur-Ouanne, Champignelles, Grandchamp, Marchais-Beton és Saint-Denis-sur-Ouanne községekkel határos.

## Népesség
A település népességének változása:
| Lakosok száma | 259  | 214  | 202  | 196  | 190  | 164  | 155  | 158  | 152  | 151  |
|               | 1962 | 1968 | 1975 | 1982 | 1990 | 2008 | 2013 | 2015 | 2017 | 2018 |